# Albatros W 2
Die Albatros W 2 war ein maritimes Aufklärungsflugzeug der Berliner Albatros Flugzeugwerke im Ersten Weltkrieg. Nach der Flugzeugeinteilung der Kaiserlichen Marine zählte sie zur Kategorie der sogenannten C-Flugzeuge („bewaffnetes zweisitziges Flugzeug mit einem M-G“).

## Entwicklung
Die W 2 wurde im Albatros-Zweigwerk in Friedrichshagen am Müggelsee entwickelt und basiert auf dem landgestützten Aufklärer C III, war jedoch für den Einsatz über See konstruktiv verstärkt worden und hatte eine vergrößerte obere Tragfläche erhalten. Auch das Seitenleitwerk wurde vergrößert und anstelle des Radfahrwerkes zwei Schwimmer installiert. Als Antrieb diente ein 160-PS-Motor von Daimler. Es wurde nur ein Exemplar produziert, dass die Marinenummer 450 erhielt und im Juni 1916 beim Seeflugzeug-Versuchskommando (SVK) in Warnemünde erprobt wurde. Aufgrund der erflogenen Testergebnisse wurde die W 2 für eine Serienfertigung abgelehnt.

## Technische Daten
| Kenngröße                       | Daten                                                     |
| ------------------------------- | --------------------------------------------------------- |
| Besatzung                       | 2                                                         |
| Spannweite                      | 12,00 m                                                   |
| Länge                           | 8,00 m                                                    |
| Höhe                            | 3,90 m                                                    |
| Flügelfläche                    | 37,00 m²                                                  |
| Leermasse                       | 980 kg                                                    |
| Antrieb                         | ein wassergekühlter Sechszylinder-Reihenmotor             |
| Typ                             | Mercedes D III                                            |
| effektive Leistung Nennleistung | 172 PS (127 kW) in Bodennähe 160 PS (118 kW) bei 1420/min |
| Höchstgeschwindigkeit           | 130 km/h                                                  |
| Steigzeit                       | 11 min auf 1000 m Höhe                                    |
| Gipfelhöhe                      | 1500 m                                                    |
| Bewaffnung                      | ein bewegliches 7,9-mm-Parabellum MG 14                   |
| Bombenlast                      | 90 kg                                                     |